# Gitogenina
La gitogenina es el espirostano obtenido por hidrólisis de la saponina gitonina.